# Sport-Tagblatt
Das Sport-Tagblatt erschien von 1. März 1921 bis 30. September 1938 täglich und stellte die Sportausgabe zum Neuen Wiener Tagblatt dar. Der Vorgänger dieser Tageszeitung war das Wiener Sport-Tagblatt, welches von 1919 bis 26. Februar 1921 unter dem verantwortlichen Schriftleiter Emil Frisch erschien.
Nach 1938 ist es in der Mittagsausgabe des Neuen Wiener Tagblattes aufgegangen. 